# توماس مالون
توماس مالون هو شخصية أعمال كندي، ولد في 2 سبتمبر 1875، وتوفي في 10 ديسمبر 1926.